# Stevens 620A
Amélioration du Stevens 520, le Stevens 620 est un fusil à pompe conçu et produit par la firme Savage Arms Company en 1927 mais vendu sous la marque Stevens Arms (qu'elle avait racheté en 1920).

## Technique
Cette arme est fabriquée en acier et en bois. La visée est fixe. Le magasin tubulaire placé sous le canon. La fenêtre d'éjection est latérale (côté droit de la carcasse). La boîte de culasse voit sa forme devenir plus aérodynamique. La culasse mobile dispose d'un verrou pivotant. Enfin le démontage est simplifié par rapport à celui du M520.

## Production et diffusion
Le 620 original fut vendu de 1927 à 1932 avant son remplacemement par le 620A de 1932 à 1958. Les militaires américains en ont utilisé une version à canon court et tenon de baïonnette du 620A, appelé Trench Gun, durant la Seconde Guerre mondiale. Il a été remis en service en nombre réduit (12 000 fusils) dans l'US Army et l'US Marine Corps durant la guerre de Corée et la guerre du Viêt Nam.

## Données numériques
- Version chasse :
  - Munition : Calibre 12 (douille de 70 mm). Exista aussi en Calibre 16 et calibre 20.
  - Longueur : 118-125 cm
  - Canon : 71-76 cm
  - Masse : 3,5-4 kg
  - Capacité maximale : 6 coups

- Version militaire :
  - Munition : Calibre 12 (douille de 70 mm)
  - Longueur : 98 cm
  - Canon : 51 cm
  - Masse : 3,64 kg
  - Capacité maximale : 6 coups

- Version policière :
  - Munition : Calibre 12 (douille de 70 mm)
  - Longueur : 98 cm
  - Canon : 51 cm
  - Masse : 3,3 kg
  - Capacité maximale : 6 coups

## Sources
Cet article est issue de la consultation des ouvrages suivants :
- Shooter's Bible, Catalogue no 33, 1940 (réédition de 1990)
- L. Thompson, Combat Shotguns, Greenhill Books, 2002
- D. Long, Streetsweepers, Paladin Press, 1987